# Птица Зимбабве

Птица Зимбабве (фрагмент герба)

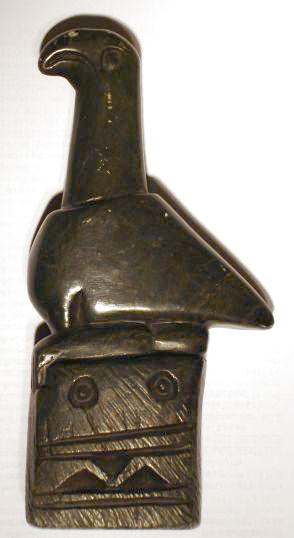
Копия каменной скульптуры птицы Зимбабве

Птица Зимбабве (Хунгве, так на языке шона называется орлан-крикун) — статуэтка в форме птицы, изваяние из зелёного мыльного камня, национальная эмблема Зимбабве, изображена на гербе, флаге, монетах Зимбабве и Родезии.

## Изображения на флагах и монетах

Герб Зимбабве
Национальный флаг Зимбабве.
Флаг Хараре, столицы Зимбабве
Флаг Родезии 1979—1980.
Флаг Родезии 1968—1979.
Герб Родезии 1924—1953, 1963—1981 гг..
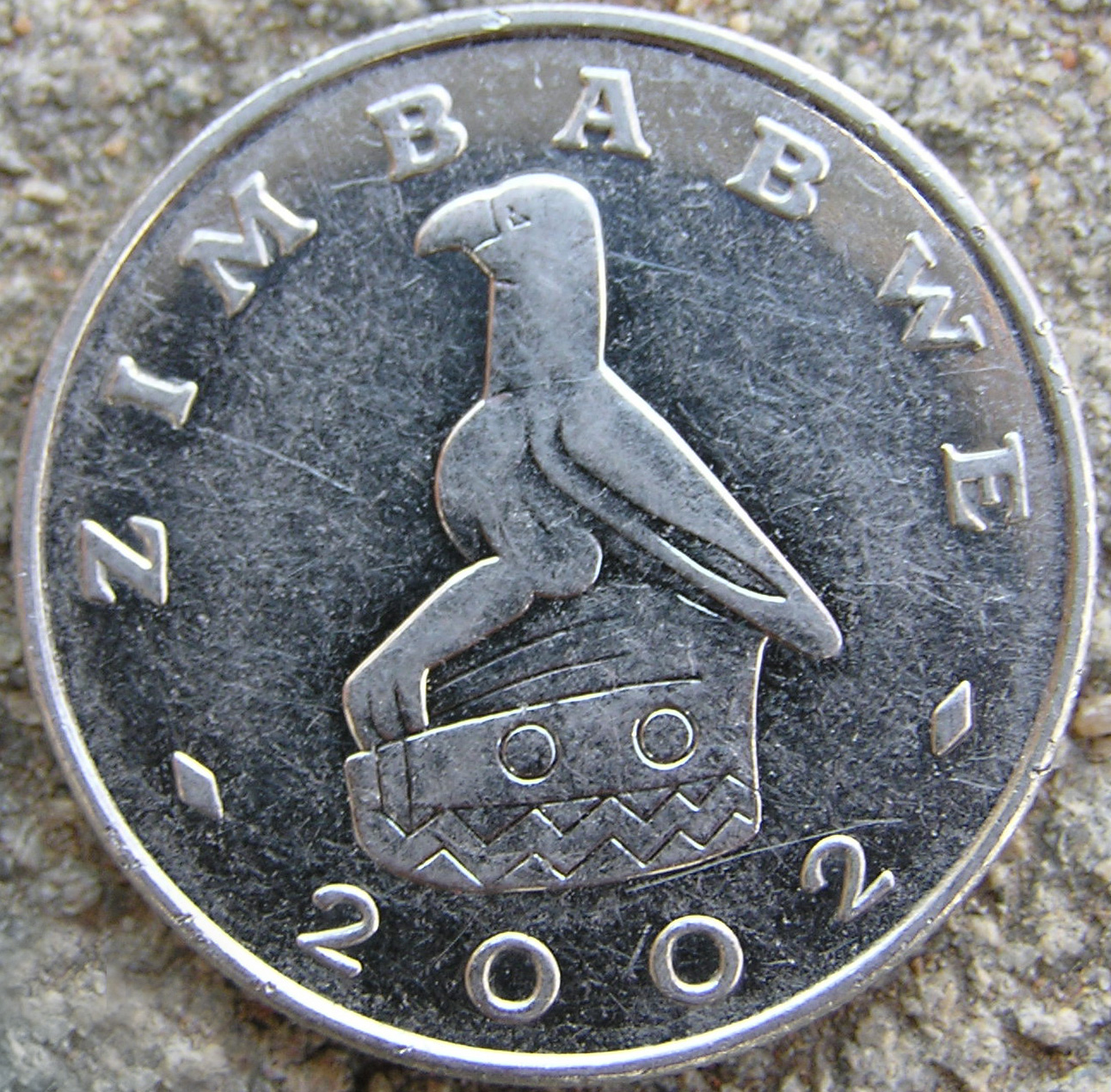
реверс монеты.

## Реверс на монетах
- Родезия, 20 центов, 1975-77
- Зимбабве, 1 цент, 1980-88
- Зимбабве, 1 цент, 1989-99
- Зимбабве, 5 центов, 1980-99
- Зимбабве, 10 центов, 1980-2001
- Зимбабве, 20 центов, 1980-2002
- Зимбабве, 50 центов, 1980-2002
- Зимбабве, 1 доллар, 1980-2002
- Зимбабве, 5 долларов, 2001-2002

## История и значение
Наиболее известная статуэтка этого существа, прозванного Птица Зимбабве или Хунгве, была найдена в 1871 году на развалинах храма (ок. XIII в.) в Большом Зимбабве. Всего найдены восемь статуэток, Семь сохранились полностью, одна частично. Пять фигурок Хунгве были вывезены искателем сокровищ Сесилем Родсом в конце XIX века в ЮАР. Четыре из них были возвращены правительством ЮАР в день независимости Зимбабве, а пятая остаётся в бывшем доме Родса (Groote Schuur) в Кейптауне.
Несмотря на немалое количество, позволяющее определить происхождение и значение Хунгве, вокруг этого легендарного создания идут споры. Часть исследователей узнают в скульптурах, достигающих в высоту почти 40 см, широко распространённое на юге Африки стилизованное изображение речного орла, бывшего символом монаршей власти. Другие склоняются к тому, что статуэтки вообще не имеют отношения к пернатым, а представляют собой фигуру какого-то мифологического персонажа, вроде птицы Феникс.